# Boran Kuzum
Boran Kuzum (Ankara, 1 de outubro de 1992), é um ator turco. Ele se formou no Departamento de Teatro do Conservatório Estadual da Universidade de Istambul em 2015. Kuzum estudou economia na Universidade Ankara Gazi por um ano, mas desistiu para estudar. Seu pai, Bora Kuzum, era o vice-gerente do Teatro Estadual de Ankara. Sua mãe, Fatma Zehra, é formada em Belas Artes.

## Biografia
Boran Kuzum atualmente não é casado. No mesmo ano, ele interpretou um manifestante chamado Farmacêutico Suat em 6 episódios do drama de época Analar ve Anneler ao lado de Okan Yalabık e interpretou o Sultão Louco Mustafa I, em 10 episódios do drama de época Muhteşem Yüzyıl: Kösem. Com Miray Daner, ele interpretou um tenente grego chamado Leon no drama de época Vatanım Sensin, que ganhou o Golden Butterfly Award de Melhor Série, a série policial spin off "Saygı", a série de fantasia Hakan: Muhafız e o videoclipe "Son Mektup". Atuou ao lado de Pınar Deniz, no filme "Aşkın Kıyameti".
Ele interpretou "Konstantin Gavrilovich Treplev" na peça The Seagull, de Anton Chekhov, na abertura do Festival de Teatro de Istambul. A peça ganhou o prêmio Üstün Akmen Theatre de Melhor Peça e foi indicada ao Prêmio Afife Jale.

## Teatro
| Ano       | Titulo                    | Papel                          | Teatro                                 |
| --------- | ------------------------- | ------------------------------ | -------------------------------------- |
| 2015      | Oyunun Oyunu (Noises Off) | Frederick / Philip Brent       | Istanbul University State Conservatory |
| 2017–2018 | Martı (The Seagull)       | Konstantin Gavrilovich Treplev | Pürtelaş Theatre, Istanbul, Turkey     |

## Filmografia

### Filme
| Ano  | Filme                              | Papel                  |
| ---- | ---------------------------------- | ---------------------- |
| 2017 | Cingöz Recai: Bir Efsanenin Dönüşü | Cüneyt                 |
| 2020 | Biz Böyleyiz                       | Emrah                  |
| 2022 | Aşkın Kıyameti                     | Fırat                  |
| 2022 | Hazine                             | Musa                   |
| 2022 | Yılbaşı Gecesi                     | Togay                  |
| 2023 | Bihter                             | Behlül                 |
| 2024 | Intoxicated by Love                | Ala ad-Din Muhammad II |
| 2024 | Mucize Aynalar                     | Kerim Ongun            |
| TBA  | Adresi Olmayan Ev                  | Alper                  |

### Web Series
| Ano       | Titulo                     | Papel         |
| --------- | -------------------------- | ------------- |
| 2019–2020 | Hakan: Muhafız             | Okhan / Hekim |
| 2020–2021 | Saygı                      | Savaş Kaya    |
| 2024      | Kimler Geldi, Kimler Geçti | Şeyyaz        |

### Televisão
| Ano       | Titulo                 | Papel                 |
| --------- | ---------------------- | --------------------- |
| 2015      | Analar ve Anneler      | Suat                  |
| 2016      | Muhteşem Yüzyıl: Kösem | Mustafa I             |
| 2016–2018 | Vatanım Sensin         | Leonidas Papadopoulos |
| 2018      | Şahin Tepesi           | Efe Akdora            |
| 2020      | Menajerimi Ara         | Himself               |

### Curtas
| Ano  | Titulo            | Papel      | Diretor     |
| ---- | ----------------- | ---------- | ----------- |
| 2012 | Aşka Dokunmak     | Hakan      | Tuğba Altın |
| 2014 | Bir Adam Yaratmak | Journalist | Tuğba Altın |

### Vídeos Músicais
- Bergüzar Korel - "Son Mektup"

### Comerciais
- Coca-Cola
- Eti Gong
- Ford Puma
- Levi's® 501®

## Prêmios
| Ano  | Prêmio                                            | Trabalho                                 | Resultados |
| ---- | ------------------------------------------------- | ---------------------------------------- | ---------- |
| 2017 | Golden Butterfly Awards Best Couple               | Vatanım Sensin – Boran Kuzum Miray Daner | Venceu     |
| 2017 | Bilkent TV Awards Best Breakthrough Actor         | Vatanım Sensin – Leon                    | Venceu     |
| 2017 | Bilkent TV Awards Best Couple                     | Vatanım Sensin – Boran Kuzum Miray Daner | Venceu     |
| 2017 | GSU En Awards Best Theater Actor                  | Martı/The Seagull – Treplev              | Indicado   |
| 2017 | Crystal Screen Awards Best Supporting Actors      | Vatanım Sensin – Boran Kuzum Miray Daner | Venceu     |
| 2018 | KTÜ Media Awards Best Breakthrough Actor          | Vatanım Sensin – Leon                    | Indicado   |
| 2018 | KTÜ Media Awards Best Couple                      | Vatanım Sensin – Boran Kuzum Miray Daner | Indicado   |
| 2018 | Çorbada Tuzun Olsun Award Best Breakthrough Actor | Vatanım Sensin – Boran Kuzum             | Venceu     |
| 2018 | Çorbada Tuzun Olsun Award Best Couple             | Vatanım Sensin – Boran Kuzum Miray Daner | Venceu     |